# Klopfholz

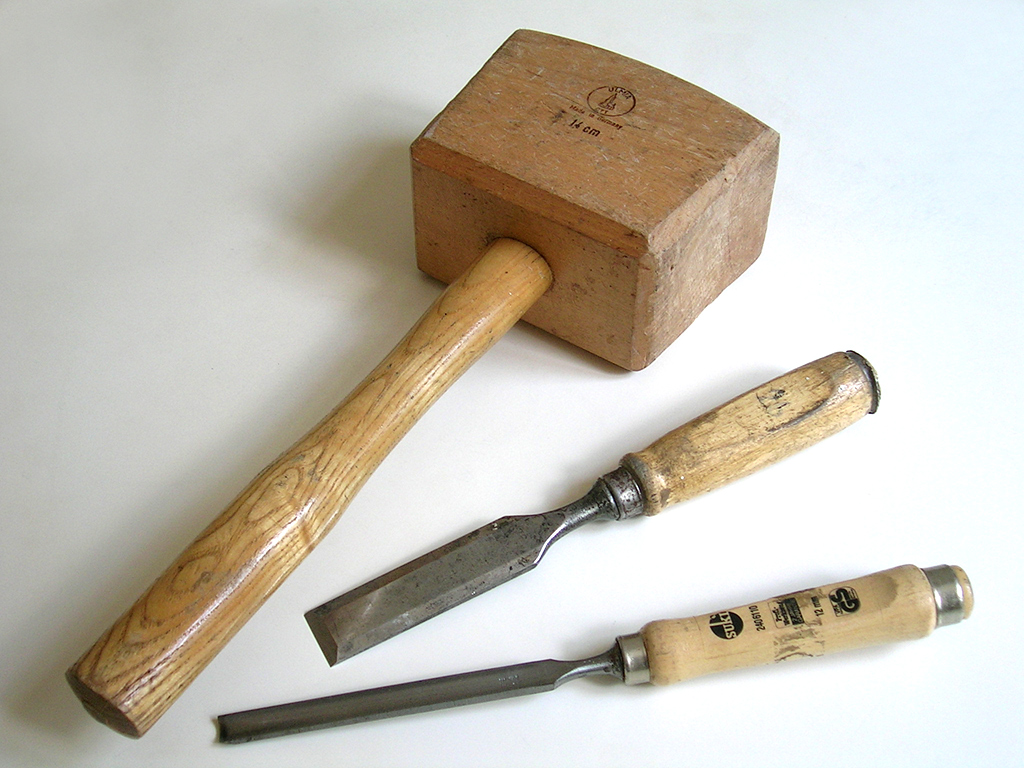
Klopfholz mit Beiteln

Das Klopfholz ist ein Werkzeug, das im Tischlerhandwerk und Zimmerhandwerk zusammen mit dem Stemmeisen (Beitel) verwendet wird.
Da die Hefte von Stemmeisen meist aus Holz sind, würden sie zu schnell zerstört werden, wenn man als Schlagwerkzeug ein Werkzeug aus Metall verwendet. In der Regel wird ein Kopf aus Hartholz (Buche oder Ahorn) gewählt, für den Stiel unter Umständen, wegen der Elastizität, Esche. Im Unterschied zu einem Holzhammer sind die Schlagflächen (Bahnen) des Klopfholzes nicht ganz parallel zum Stiel, sondern in einer Achse mit dem Handgelenk, weil die Bewegung nicht wie beim Hammer aus dem ganzen Arm oder dem Ellenbogen, sondern aus dem Handgelenk kommt.
Das Klopfholz hat in der Regel einen eckigen Kopf. Ein vergleichbares Werkzeug mit Kopf in Form eines Kegelstumpfs ist der Knüpfel oder Klüpfel. Gelegentlich wird auch der Begriff Schlägel verwendet.
Klopfhölzer und Schreinerklüpfel werden in der DIN 7461 beschrieben.